# Feketetorkú poszáta
A feketetorkú poszáta (Curruca ruppeli) a madarak osztályának verébalakúak (Passeriformes) rendjébe és az óvilági poszátafélék (Sylviidae) családjába tartozó faj.

## Rendszerezés
Besorolása vitatott, egyes rendszerezők szerint a Sylvia nembe tartozik Sylvia rueppelli néven

## Előfordulása
Görögország, Törökország és a Közel-Keleten fészkel, telelni Afrika északkeleti részére vonul. Sűrű bozótosokban, sziklás lejtőkön él.

## Megjelenése
Hossza 14 centiméter. A hím torka és feje fekete. Zömök, erős felépítése van.

## Életmódja
Rovarokat és pókokat zsákmányol. Telelni délre vonul.

## Szaporodása

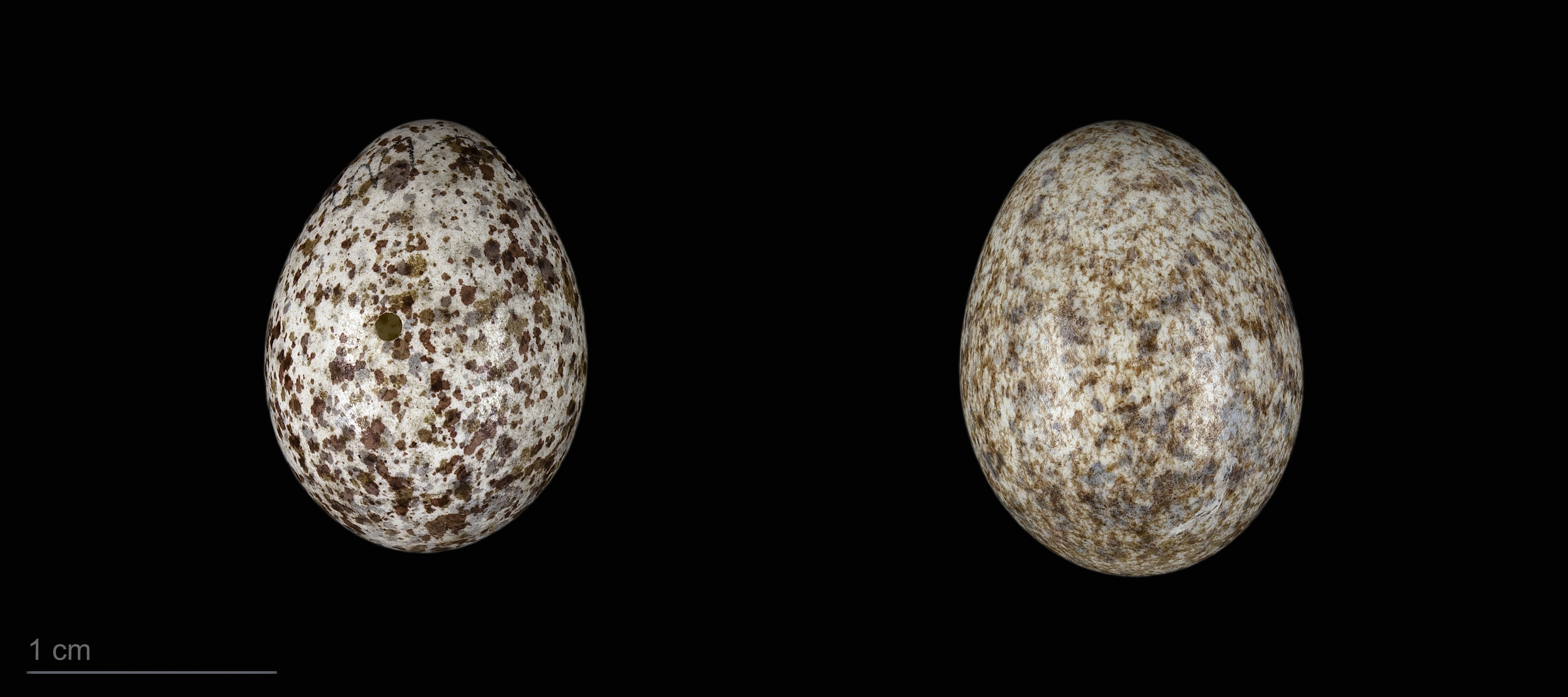
Curruca ruppeli

Bokrok közé rejti csésze alakú fészkét. Fészekalja 4-6 tojásból áll.